# Gabriella Palm
Gabriella Catherine Palm (Brisbane, 20 de maio de 1998) é uma jogadora de polo aquático australiana.

## Carreira
Gabriella Palm formou-se na Universidade de Queensland em 2022. Ela jogou pelo Queensland Thunder em Brisbane em 2024. Palm participou do Campeonato Mundial Juvenil em 2016 e do Campeonato Mundial Júnior em 2017, mas a seleção australiana não chegou às quartas de final em ambos os casos.
Na Copa do Mundo de 2019, Palm apareceu pela primeira vez com a seleção australiana em um grande torneio. Ela formou a dupla de goleiras junto com a experiente Lea Yanitsas. O grupo derrotou as russas por 9–7 nas quartas de final e perdeu as semifinais para a seleção dos Estados Unidos por 2–7. Na disputa pela medalha de bronze, as australianas venceram as húngaras por 10–9. O torneio olímpico de pólo aquático em Tóquio foi adiado de 2020 para 2021 devido à pandemia de COVID-19. Yanitsas e Palm formaram mais uma vez a dupla de goleiros. As australianas perderam por 8–9 para a seleção russa nas quartas de final e terminaram em quinto.
Nos Jogos Olímpicos de Verão de 2024, em Paris, conquistou a medalha de prata no torneio feminino do polo aquático, após confronto na final contra a equipe espanhola.